# Ber Warzager
Ber Warzager, auch Sajnwel Ber Warzager, Zajnwel Ber Warzager, Bernard Warzager oder Beniek Warzager (* 18. September 1912 in Tomaszów Mazowiecki bei Łódź; † 19. Februar 1985 in Köln), war ein deutsch-israelisch-polnischer Bildender Künstler (Malereien, Zeichnungen, Aquarelle, Lithographien, Filmplakate und Illustrationen) und Überlebender des Holocaust, der im KZ Buchenwald durch US-amerikanische Truppen befreit wurde. Sein Stil, geprägt von seinen leidvollen Erfahrungen im Konzentrationslager, kann als expressionistisch bezeichnet werden. In seiner Zeit in Israel war er ein Vertreter des Informel, der formlosen Kunst.

## Leben und Werdegang
Warzager stammt aus einer altjüdischen Künstlerfamilie; sein Großvater Szmul Hersz Warzager war Maler in Tomaszów, von Deutschland her ausgewandert, um in einer Zarenresidenz Wandbilder zu malen. Sein Vater war der Betriebsbuchhalter Rywen Warzager, der mit seiner Frau Szajndla Fajga, geborene Gelbart, die aus Polen nach Deutschland auswanderten. Seine Nichte war Myriam Rozenblum (1936–2008), eine französische Künstlerin, die überwiegend jüdische Motive malte. Sie war die Tochter von Chaim Fogiel und Zysla Frymeta Warzager, der älteren Schwester von Ber Warzager. Ber Warzager war verheiratet mit Katharina Warzager, geborene Klünter.
Warzagers künstlerisches Talent wurde von dem US-amerikanischen Maler Jennings Tofel (ursprünglich Idel Taflewicz, 1891–1959) erkannt, der 1929 die Familie in Tomaszów besuchte. Nach Abschluss des Gymnasiums studierte er von 1936 bis 1938 an der Akademie der Bildenden Künste Warschau. Er wurde dann zur polnischen Armee einberufen. Bald nach dem Überfall auf Polen wurde er in Tomaszów Mazowiecki am 13. September 1939 vom deutschen Sicherheitsdienst bei einer Razzia im Haus seiner Eltern verhaftet. Nach zwei Gefängnisaufenthalten wurde er in das „Kleine Lager“ des Konzentrationslagers Buchenwald deportiert; einer improvisierten Quarantänezone am nördlichen Rand des Lagers, die 1940 aufgelöst wurde. Warzager gab 1983 an, dass er extrem entkräftet und abgemagert dank des Häftlingskrankenpflegers Walter Krämer in den Häftlingskrankenbau kam und dort von diesem medizinisch versorgt wurde, was ihm das Leben rettete. In Buchenwald war er zwei Jahre in einer Straf- oder Todeskompanie und wurde dreimal zum Tode verurteilt. Bis zur Befreiung des Konzentrationslagers im April 1945 blieb er in Buchenwald.
Nach dem Zweiten Weltkrieg wurde Warzager 1945/46 von britischen Truppen als unerwünschter Israel-Emigrant in Staumühle bei Paderborn interniert. Seine Ausbildung setzte er in den Jahren 1946/47 an der Accademia di Belle Arti di Brera (Akademie der Schönen Künste Brera) in Mailand fort. 1948 emigrierte er nach Israel. In diesem Jahr nahm er freiwillig an den Kämpfen für den Staat Israel teil und arbeitete zehn Jahre in dem Kibbuz Kwuzat Ramat David. Warzager war Mitbegründer des Museums für Moderne Kunst in Haifa und dort ab 1948 auch als Assistent, Restaurator und Kunstführer tätig. In Israel wirkte er vor allem als ein Vertreter der formlosen Kunst, des Informel. 1958 emigrierte Warzager nach Deutschland und ließ sich in Köln mit Atelier und Wohnung in der Beethovenstraße in der Innenstadt nieder. Zuletzt lebte er im Balsaminenweg 16 in Köln-Seeberg, wo er am 19. Februar 1985 im Alter von 72 Jahren starb. Beigesetzt wurde er auf dem Friedhof in Köln-Chorweiler. Seine Grabstätte ist nicht erhalten geblieben.

## Werk
Warzager begann mit Akt- und Porträtmalerei und widmete sich später der meditativen Malerei. Zu seinen Themen zählen vor allem Szenen aus dem Leben der jüdischen Kleinstadtbevölkerung (Schtetl) im Vorkriegspolen. In seinen abstrahierenden Tuschezeichnungen widmete er sich oft jüdischen alttestamentlichen Geschichten; in seiner Zeit in Israel dann vor allem dem Informel. Warzager empfand seine Werke als meditative Malerei. Bekanntheit erlangte er auch durch Filmplakate und expressionistisch anmutende Gemälde, Plakate sowie Illustrationen für jüdische Publikationen. So illustrierte er Werke des chassidischen und kabbalistischen Rabbiners und Publizisten Chaim Bloch (1881–1973). Darüber hinaus verfasste er zahlreiche Aphorismen.
Warzager wurde 1958 in Köln zum künstlerischen Beirat am Neuaufbau der Synagoge in der Kölner Roonstrasse berufen und war an seiner architektonischen Gestaltung unter der Leitung des Kölner Architekten Helmut Goldschmidt beteiligt (Kunstglaserei Lammers & Warzager). Hier finden sich zahlreiche von ihm entworfene expressive Glasmalereien, etwa an der Westfassade als Maßwerkrose, im Treppenhaus, im Besprechungsraum und in der Garderobe; alle entstanden um 1960. Warzager war ferner an der Ausgestaltung der Bamberger Synagoge beteiligt und hat sich mit Kunst am Bau beschäftigt. So gestaltete er mit seinem Gemälde "Kosmos" die Sonderschule in Viersen.
Warzagers Werke wurden in zahlreichen europäischen und israelischen Städten, darunter Antwerpen, Berlin, Bonn, Haifa und Safed in Einzel- und Gruppenausstellungen präsentiert. 1987 wurde anlässlich seines 75. Geburtstages sein zeichnerisches Schaffen zum ersten Mal der Öffentlichkeit in einer Doppelausstellung in der Synagoge in Stommeln vorgestellt. Einige seiner Bilder befinden sich im Kölner Museum Ludwig (Erinnerung, 1960; Andacht, 1963; Zweisamkeit), in der Kölner Artothek und im LVR-Landesmuseum Bonn. Auch im Bestand des NS-Dokumentationszentrums Köln und im Historischen Archiv der Stadt Köln befinden sich zahlreiche seiner Arbeiten.

## Zitate von Ber Warzager
„Die Sprache meiner Bilder ist das Leben selbst, ihre Vergänglichkeit, die Eröffnung, der Tod mit seinen Visionen und Ängsten.“
„All’ das, was ich male, ist Buchenwald“
So Ber Warzager über sich selbst, zitiert von Karl-Heinz van Kaldenkerken (Bonn) am 1. März 1986 zur Eröffnung der Sonderausstellung seiner Werke im Rheintor Andernach.

## Einzelausstellungen
Neben zahlreichen Gruppenausstellungen wurden Warzagers Werke in vielen Einzelausstellungen, vor allem in europäischen Ländern, in Deutschland und in Israel präsentiert.
- 1938 Tomaszów Mazowiecki, Polen
- 1939 Tomoszow, Polen
- 1952 Har Canaan in der Stadt Safed, Israel
- 1957 Chagall-Haus Haifa, Israel
- 1959 Galerie B'nal B'rith, Antwerpen
- 1959 Knokke
- 1959 Brügge
- 1959 Köln
- 1960 Galerie Heinrich Küppers, Köln[24]
- 1961 Haus der Jüdischen Gemeinde, Berlin-Charlottenburg[25][26]
- 1961 Hirschland-Saal des Jüdischen Gemeindehauses, Essen[27]
- 1962 Kunstzentrum Bergen, Niederlande
- 1963 Französisches Kulturinstitut, Köln
- 1963 Bamberg
- 1965 Stadthalle, Köln-Mülheim, Amt für Kunst und Volksbildung, Köln[28]
- 1966 Köln
- 1966 Galerie B, Bensberg[29]
- 1967 Stadthalle, Köln-Mülheim[30]
- 1967 Viersen, Festhalle
- 1968 Lempertz Contempora, Kunsthaus Lempertz, Köln[31]
- 1969 Städtische Galerie Haus Seel, Siegen[32]
- 1970 Gürzenich, Köln[33]
- 1971 Rheinisches Landesmuseum, Bonn
- 1971 Werkgemeinschaft für Handwebkunst, Rupperath[34]
- 1972 Städtisches Museum, Göttingen[35]
- 1973 Goethe-Institut, Paris
- 1973 Städtische Kunsthalle, Düsseldorf[36]
- 1975 Allianz-Haus, Köln[37]
- 1975 Städtische Galerie Haus Seel, Siegen[38]
- 1975 Solingen, Deutsches Klingenmuseum[39]
- 1977 Städtische Sammlungen, Duisburg[40]
- 1980 Städtische Kunsthalle, Düsseldorf
- 1980 Dessauer Haus, Frankfurt am Main
- 1980 Artothek, Köln
- 1980 Allianz-Kulturstiftung, Allianz-Haus, Köln[41]
- 1981 Falkenhofsaal, Rheine
- 1984 Saarbrücken
- 1985 Cranachhaus, Weimar-Buchenwald[42]
- 1986 Synagoge, Wittlich[8]
- 1987 Synagoge Stommeln, Pulheim
- 1995 Jakob-Kaiser-Stiftung, Weimar
- 1996 Galerie, Wesseling
- 2025 Galerie freitag18.30, Aachen[43]

## Publikationen
Warzager illustrierte zahlreiche Publikationen jüdischer Autoren:
- Chajim Bloch (Hrsg.): Chassidische Geschichten und Legenden. Mit einem Vorwort von Salcia Landmann und Illustrationen von Ber Warzager. Fourier, Wiesbaden 1996, 2. Auflage 2006, ISBN 3-925037-85-3 und Diederichs Verlag, München 1990, ISBN 978-3-424-01018-3.
- Chajim Bloch (Hrsg.): Aus Mirjams Brunnen. Chassidische Erzählungen und Legenden. Mit Illustrationen von Ber Warzager. Eingeleitet und durchgesehen von Salcia Landmann. Melzer, Darmstadt 1966, 2. Auflage 1970.

## Ausstellungskataloge
– in chronologischer Abfolge –
- Gesellschaft für Christlich-Jüdische Zusammenarbeit (Hrsg.): Suchet der Stadt Bestes (Jeremia 29). Brüderlichkeit in der modernen Gesellschaft. Woche der Brüderlichkeit 1987, Jahresthema Ausstellung im Haus Seel, Siegen unter der Schirmherrschaft von Landrat Walter Nienhagen; mit Werken von Ber Warzager, Shraga Weil, David Sharir. Selbstverlag, Siegen 1987.
- Kunst im Rheintor. Meine Bilder sind Hoffnungen. Ber Warzager (1912-1985). Malerei und Grafik. Kleines Rheintor Andernach, 1. März – 9. März 1986.
- Bodo Ritscher: Ber Warzager. Malerei, Grafik, Galerie im Cranachhaus Weimar, 9. April – 10. Mai 1985. Weimar 1985.
- Karl-Heinz Plitek, Gesellschaft für Christlich-Jüdische Zusammenarbeit, Münster (Hrsg.): Ber Warzager. Münster 1980.
- Ber Warzager. Aus der Tiefe des Lebens. Ölbilder und Zeichnungen; Ausstellung im Allianz-Haus Köln vom 6. November bis 5. Dezember 1975. Köln 1975.
- Heinz Adam (Hrsg.): Ber Warzager. Städtische Galerie, Haus Seel, Siegen; 2. März – 23. März 1975. Vorländer, Siegen 1975.
- Konrad Schilling und Waldemar R. Röhrbein: Ber Warzager. Gemälde und Zeichnung. Städtisches Museum Göttingen; 12. März – 23. April 1972. Städtisches Museum Göttingen. Göttingen 1972.
- Bonner Kunstverein und Rheinisches Landesmuseum Bonn (Hrsg.): Ber Warzager. Gemälde und Zeichnungen; eine Ausstellung in Verbindung mit der Gesellschaft für Christlich-Jüdische Zusammenarbeit Bonn und Bonner Kunstverein, März – April 1971. 1971.
- Ber Warzager. Gemälde, Federzeichnungen; 7. März bis 30. März 1969; Städtische Galerie Haus Seel, Siegen. Gesellschaft für Christlich-Jüdische Zusammenarbeit [1969].
- Ber Warzager. Gemälde, Gouachen; 2. März bis 6. April 1968, Lempertz Contempora, Galerie für Moderne Kunst im Kunsthaus Lempertz. Köln 1968.